# ليسيه الحرية بمصر الجديدة
مدرسة ليسيه الحرية بمصر الجديدة (بالفرنسية Lycée la Liberté Héliopolis)، من المدارس بحي مصر الجديدة بالقاهرة، أسستها الجالية الفرنسية بمصر وافتتحها الملك فاروق عام 1937م ، وكان اسمها وقتها ليسيه الفرنسية (Lycée Français)، مثل بقية فروعها الأخرى التي حملت نفس الاسم مثل ليسيه الإسكندرية وليسيه بورسعيد وليسيه باب اللوق، وكانت الدراسة فيهن تتم باللغة الفرنسية فقط، مما جعل طلبتها ينحصرون في أبناء الفرنسيين وبعض الإنجليز، والجنسيات الأخرى الأوروبية المهاجرة إلى مصر، بالإضافة إلى بعض المصريين.
قامت الثورة بتأميم جميع تلك المدارس عام 1961 وضمها إلى المعاهد القومية المصرية، مما جعلها تتبع المناهج الدراسية المصرية، وتم تغيير اسمها إلى مدارس ليسيه الحرية.
وبتأميم المدارس، أصبحت تحت الإشراف الحكومي بإدارة خاصة بنظام مدارس اللغات، فظل تمويلها مصدره الأساسي هو المصاريف التي يدفعها أولياء الأمور، بالإضافة إلى هيئة المعاهد القومية.

## الدراسة

### الأقسام والمواد
تضم المدرسة جميع المراحل التعليمية من روضة الأطفال، مرورا بالمرحلتين الابتدائية والإعدادية، وحتى الثانوية العامة وفقا للنظام المصري للتعليم.
ومنذ تأميم المدرسة عام 1961م وحتى عام 2006م، ظلت المدرسة تدرس المواد الرياضية كالجبر والهندسة وحساب المثلثات والعلمية كالفيزياء والكيمياء والأحياء باللغة الفرنسية، أما المواد الأدبية والتاريخية وبقية المواد فيتم تدريسها باللغة العربية.
ولكن في عام 2006م، تم افتتاح قسم لغة إنجليزية بالمدرسة، حيث يمكن للطلبة الجدد التسجيل فيه منذ الصف الأول الابتدائي، على أن يستمر التوسع فيه بعد ذلك سنة بسنة ليشمل بقية السنوات والمراحل التعليمية.

طلبة المدرسة يشكلون شعارها

### اللغات
- اللغة العربية يتم تدريسها بشكل أساسي منذ بداية مرحلة الروضة وفقا لمناهج وزارة التربية والتعليم المصرية.
- في القسم الفرنسي، يتم تدريس اللغة الفرنسية بشكل فعلي للتلاميذ منذ الصف الأول الابتدائي، على أن التعامل بها يبدأ بشكل جزأي في مرحلة الروضة لكونها مدرسة فرنسية، ويقوم مجلس مدرسي اللغة الفرنسية برئاسة الملاحظ الفرنسي بوضع منهجهم الخاص لجميع المراحل وتقسيمها كي ينتهي تعليم أسس اللغة والحوار بانتهاء المرحلة الابتدائية ويصبح الطالب قادرا على التحاور والقراءة والكتابة باللغة الفرنسية في مختلف المواضيع الحياتية والعلمية بدرجة متقدمة، على أن يتم تنقيح مستواه في المرحلة الإعدادية وأولى سنوات المرحلة الثانوية، والتركيز على الحوارات المعقدة والكلمات الصعبة، وتنتهي دراسته للغة الأولى بذلك.
- في الصف الثالث الابتدائي، يبدأ الطالب تعلم اللغة الإنجليزية كلغة ثانية طبقا لمنهج وزارة التربية والتعليم.
- في الصف الرابع الابتدائي يبدأ الطالب تعلم اللغة الفرنسية بالمنهج التابع لوزارة التربية والتعليم بالإضافة إلى اللغة الأولى سواء كانت الفرنسية في القسم الفرنسي أو الإنجليزية في القسم الإنجليزي، وكثيرا ما كان يحدث جدل لدى الطلبة وأولياء الأمور حول أهمية تلك المادة ما دامت لغتهم الأولى هي الفرنسية في الأساس، وتستمر دراسة تلك المادة حتى نهاية الثانوية العامة.
- في الثانوية العامة، يجب على الطلبة أختيار لغة أخرى للدراسة كلغة «ثالثة» ويتجه أغلبهم للغة الإنجليزية لتقويتها، على أنهم يمكنهم اختيار لغات أخرى كالإيطالية أو الألمانية أو الأسبانية، على الرغم من أن أولئك لا يتم تدريسهم في المدرسة لعدم وجود من يطلبها.

## أرض المدرسة
تقع المدرسة بحي مصر الجديدة بالقرب من ميدان الحسين بن طلال المعروف باسمه السابق ميدان «تريومف» "Triumph" أي النصر، ونادي الجلاء حيث تطل على شارع العروبة (امتداد شارع صلاح سالم)، ويوجد أمامها كوبري الجلاء والنسخة الثانية من تمثال رمسيس الثاني العملاق.
وتتكون مباني المدرسة من فصول منفصلة لروضة الأطفال، ومباني إدارية ثم مبنى عملاق على شكل حرف E أفقي، يمثل كل ضلع منه مبنى منفصل لمرحلة ما أو لمجموعة فصول، فالنصف الأسفل من الحرف ومبانيه مخصصة للمرحلة الابتدائية، والنصف الأعلى للمرحلتين الإعدادية والثانوية.

### قبل التأميم
كانت أرض المدرسة تتكون من المباني وملعب كرة قدم ومضمار ركوب خيل وملعبي كرة سلة وكرة طائرة، ومشتل زراعي، ومسرح بانورامي، ومسرح مغلق، وأرض فضاء تم إنشاء مخبأ بها للوقاية من الغارات والقنابل في فترة الحرب العالمية الثانية، كما أحتوى المبنى الرئيسي في منتصفه على حمام سباحة فوق السطح، كان الطلبة يستخدمونه في التدريبات الرياضية والفترات الصيفية، حيث كانت المدرسة داخلية، وتحتوي المدرسة على مكتبتين عربية وفرنسية ومكتبة ثالثة بالقسم الابتدائي للغتين.

### بعد التأميم
تم إغلاق القسم الداخلي بالمدرسة بعد تأميمها، وفي الثمانينيات، تم بيع جزء من أرض المدرسة، والذي احتوى على ملاعب الخيل والمخبأ لتسديد بعض الديون، وأنشئ على تلك الأرض كلا من مدرسة يحيى الرافعي للغات ومكتب بريد الحرية، الذي سمي على اسم المدرسة.

## طلبة قدامى
من أشهر طلبة المدرسة القدامى:
- علي ماهر - سفير مصري لدى فرنسا
- أحمد ماهر وزير الخارجية المصري (2001 - 2004) [بحاجة لمصدر]
- رشاد ميشيل داوود رئيس مجلس إدارة ومؤسس جمعية خريجي وخريجات ليسيه الحرية بمصر الجديدة
- الشهيد طيار طارق حمدي (استشهد في حرب أكتوبر وتم إطلاق اسمه على مكتبة المدرسة العربية تكريما لذكراه)
- الممثلة المصرية ليلى علوي
- خالد الغندور لاعب كرة قدم سابق ومحلل كروي
- سامح عبدالفتاح مدير التعليم العالي بشركة ميكروسوفت
- أشرف راجح أستاذ بمعهد السينما ومقدم برامج
- محمد فايز مؤلف أغاني وسيناريست
- دنا حلمى مشكاك مقدمة برامج فرنسيه (cinefilm) في نايل تي في "Nile TV"والقناة الثانية المصرية
- حاتم حيدر مقدم برامج فرنسية في نايل تي في "Nile TV"
- ناصر كامل السفير المصري بفرنسا
- محمد وهبي المدير التنفيذي شركة راية للتواصل الأجتماعي التابعة لشركة راية القابضة
- إيهاب الشريف سفير مصر السابق بالعراق

## مجلس الإدارة
يتكون مجلس إدارة المدرسة من بعض أعضاء هيئة التدريس، وبعض طلبة المدرسة القدامى الذين أصبحوا أولياء أمور بها بعد ذلك.
ومدراء المدرسة المعروفين حالياً هم:
- د. محمد عبد المطلب من عام؟؟؟؟ حتى عام 2001/2002 الدراسي
- أ. محمود نوح من 2002/2003 حتى 2004/2005
- أ. نيللي الغرياني 2005/2006
- أ. نهال فرحات 2006/2007 - ؟؟؟؟
- مرفت إبراهيم أحمد 2010/2011
- أ.نهال فرحات 2012/2013 حاليا

1. ↑  تقرير بمدارس الحملة العلمانية الفرنسية 1909 - 1961(باللغة الفرنسية) نسخة محفوظة 24 نوفمبر 2006 على موقع واي باك مشين.